# Neuer Formalismus
Der Neue Formalismus (engl. New Formalism) ist ein Genre der amerikanischen Poesie des späten 20. Jahrhunderts und der Gegenwart, welches eine Wiederaufnahme der metrischen und gereimten Dichtung befürwortet.

## Hintergrund
Erstmals in diesem Zusammenhang verwendet wurde der Begriff 'New Formalism' in dem Artikel The Yuppie Poet im AWP Newsletter im Jahre 1985, wobei die Darstellung als Kritik an einer Bewegung gelten sollte, die zu traditionellen poetischen Formen zurückkehrt; der Artikel warf der Bewegung nicht nur politischen Konservatismus vor, sondern auch „Yuppie-Materialismus“. Noch weiter zurückreichend lässt sich begriffsgeschichtlich feststellen, dass schon im 1921 erschienenen „Führer durch die moderne Literatur“, bei dem u. a. René Schickele mitarbeitete, bei den Begriffserläuterungen als charakteristisch für den Formalismus die „meist zum Nachteil für die Eigenart des Werkes“ führende „Besorgnis um die Form“ angegeben wurde. Im 1944 von Johannes Hoffmeister herausgegebenen Wörterbuch der philosophischen Begriffe wird unter Formalismus, solange nicht der mathematische Formalismus gemeint ist, „das einseitige Betonen der Form, des ‚Formalen‘ als des allein Wesentlichen am Sein, Erkennen, Denken und Leben“ verstanden.
Der Neue Formalismus war eine Reaktion auf verschiedene als Unzulänglichkeiten betrachtete Eigenschaften der zeitgenössischen Poesie. Der amerikanische Schriftsteller und Kritiker Michael Dana Gioia schrieb 1987 in seinem Essay Notes on the New Formalism: „Die eigentlichen Fragen der amerikanischen Dichtung der Achtziger werden offensichtlicher werden: der Niedergang der poetischen Sprache, die Langeweile der Lyrik, der Konkurs der Confessional Poetry, die Unfähigkeit eine Bedeutung-tragende Ästhetik für neue poetische Narrative zu schaffen und die Verleugnung musikalischer Muster in gegenwärtigen Gedichten. Die Wiedererweckung traditioneller Formen wird dann nurmehr als Antwort auf diese missliche Situation angesehen werden.“
Trotz der formalen Innovationen des Modernismus, wie sie in den Werken von T. S. Eliot und Ezra Pound offenbar wurden und der weiten Verbreitung von free verse in den ersten Jahrzehnten des 20. Jahrhunderts, entschieden sich zahlreiche Dichter dafür, weiterhin hauptsächlich mit traditionellen Formen zu arbeiten – dazu werden beispielsweise die mit dem New Criticism verbundenen Dichter gezählt, darunter John Crowe Ransom, Allen Tate, Anthony Hecht und Richard Wilbur. Während der 1960er und mit der Dominanz der Confessional Poetry geriet die Veröffentlichung formbewusster Dichtung zunehmend außer Mode. Das Auftreten der Language poets in den 1970ern war eine der Reaktionen auf die vorherrschende formlose confessional poetry. Jedoch bedeuteten die „Language poets“ einen weiteren Schritt weg von Metrik und Reim und ihre Dichtung wurde teilweise als Entfremdung von den Lesern angesehen.

## Geschichte
Ein frühes Zeichen des neuerwachten Interesses an poetischen Formen war 1968 die Veröffentlichung von Lewis Turcos The Book of Forms: A Handbook of Poetics. In den frühen 1970ern veröffentlichte X. J. Kennedy die kurzlebige Zeitschrift Counter/Measures, die sich traditionellen Formen der Dichtung widmete. Zu dieser Zeit waren nur wenige Herausgeber dieser Lyrik wohlgesinnt und die Hauptströmung richtete sich gegen Reim und Metrik.
Die Veröffentlichung im Jahre 1977 einer Ausgabe des Mississippi Review mit dem Titel Freedom and Form: American Poets Respond war ein wichtiger Anstoß für die Entstehung des Neuen Formalismus' als selbständige Bewegung. Es folgten eine Reihe von Veröffentlichungen von Lyrik in traditioneller Form, darunter Robert B. Shaws Comforting the Wilderness, (1977), Charles Martins Room for Error, (1978) und Timothy Steeles Uncertainties and Rest (1979). 1980 begründeten Mark Jarman und Robert McDowell die Zeitschrift The Reaper um diese Art Dichtung und auch traditionelle Prosa zu fördern. Jane Greer veröffentlichte ab 1981 das Plains Poetry Journal, ebenfalls mit formbewussten Gedichten. McDowell gründete 1984 den Verlag „Story Line Press“, der seither Dichter des Neuen Formalismus veröffentlicht.
Der amerikanische Professor William Baer gründete 1990 das halbjährliche Journal The Formalist, welches er bis 2005 herausgab. Die erste Ausgabe enthielt u. a. Gedichte von Howard Nemerov, Richard Wilbur und Donald Justice.
Die West Chester University veranstaltet seit 1995 jährlich eine Konferenz mit besonderem Fokus auf formaler Poesie und dem Neuen Formalismus. Als Teil dieser Konferenz wird jedes Jahr der Robert Fitzgerald Prosody Award verliehen.
Gegen Ende des 20. Jahrhunderts wurden Gedichte in traditioneller Form wieder in größerem Umfang veröffentlicht. Der Einfluss der Bewegung wurde auch in der Hauptströmung der amerikanischen Poesie wahrgenommen: eine Übersicht über die sukzessiv veröffentlichten Anthologien zeigte eine Zunahme von Gedichten in Form der Villanelle. Auch die Anzahl von Publikationen literaturwissenschaftlicher Abhandlungen poetischer Formen nahm zu.
Der amerikanische Dichter Leo Yankevich gründete 2001 die Literatur-Zeitschrift The New Formalist, die sich seitdem der Veröffentlichung formbewusster Lyrik widmet.